# Nigel Ng
Nigel Ng, cinese semplificato: 黄瑾瑜; cinese tradizionale: 黃瑾瑜; pinyin: Huáng Jǐnyú; Pe̍h-ōe-jī: N̂g Kín-jû (Kuala Lumpur, 15 marzo 1991), è un comico malese abitante nel Regno Unito, noto per il suo personaggio Uncle Roger.